# Rhinolith
Rhinolith (Rhin- griechisch „für“ Nase, -lith griechisch für „Stein“, Nasenstein) bezeichnet einen verkrusteten Fremdkörper in der Nase, der durch Verlegung der Nasenhöhle zur Behinderung der Nasenatmung führt. Nach dem Eindringen und Verbleiben des Fremdkörpers in die Nase wird nach und nach Nasensekret am Fremdkörper abgelagert. Durch schichtweises Trocknen entsteht die Verkrustung des Körpers. Wenn der Fremdkörper den Sekretabfluss z. B. aus den Nebenhöhlen blockiert, können sich im aufgestauten Sekret Bakterien vermehren. Wegen der enthaltenen Bakterien beziehungsweise aufgrund des gebildeten Eiters kann ein übelriechendes Sekret aus der Nase laufen.